# Октябрьское сельское поселение (Крыловский район)
Октябрьское сельское поселение — муниципальное образование в составе Крыловского района Краснодарского края России. 
В рамках административно-территориального устройства Краснодарского края ему соответствует Октябрьский сельский округ.
Административный центр — станица Октябрьская.

## Население
| 2010    | 2012    | 2013    | 2014    | 2015    | 2016    | 2017    |
| ------- | ------- | ------- | ------- | ------- | ------- | ------- |
| 13 027  | ↗13 041 | ↗13 115 | ↗13 314 | ↗13 593 | ↗13 842 | ↗13 862 |
| 2018    | 2019    | 2020    | 2021    | 2023    |         |         |
| ↘13 705 | ↘13 621 | ↘13 613 | ↘12 684 | ↘12 601 |         |         |

## Населённые пункты
В состав сельского поселения (сельского округа) входят 7 населённых пунктов:
| № | Населённый пункт | Тип населённого пункта | Население (чел.) |
| - | ---------------- | ---------------------- | ---------------- |
| 1 | Запрудный        | посёлок                | ↗439             |
| 2 | Ковалёвка        | посёлок                | ↗215             |
| 3 | Обильный         | посёлок                | ↘432             |
| 4 | Октябрьская      | станица                | ↗11 319          |
| 5 | Решетиловский    | посёлок                | ↗222             |
| 6 | Сборный          | хутор                  | ↘214             |
| 7 | Темп             | посёлок                | ↗253             |

## Экономика
В районе находятся: различных предприятий, учреждений и организаций — 50; торговых точек — 61; крестьянско-фермерских хозяйств — 77; сельскохозяйственных предприятий — 4; личных хозяйств — 4800.